# Fresnedo (Allande)
Fresnedo (en eonaviego, Fresnéu) es una casería perteneciente a la parroquia de Pola de Allande, en el concejo de Allande, comarca del Narcea, Principado de Asturias, España.